# Eva Borg
Eva Borg, född 22 januari 1955 är en svensk volleybollspelare. Hon är med 90 landskamper en av de spelare som har spelat flest landskamper i volleyboll på damsidan i Sverige Hon blev 2023 utvald till svensk volleybolls Hall of Fame tillsammans med sin tvillingsyster Britt Borg. Med landslaget kom de tvåa i Spring Cup 1980. 
På klubbnivå spelade hon för Värnamo FK och G-70. Med de lagen vann hon fyra SM-guld och spelade i europacupen.